# Phylidorea hokkaidensis
Phylidorea hokkaidensis là một loài ruồi trong họ Limoniidae. Chúng phân bố ở miền Cổ bắc.